# St. Hanshaugen
St. Hanshaugen is een stadsdeel van Oslo, gelegen in het noordwesten van de stad. In 2011 telde het 33.137 inwoners. Het gebied beslaat een oppervlakte van 3,6 vierkante kilometer.
Østensjø ligt ten zuiden van de stadsdelen Gamle Oslo en Alna, ten oosten van het stadsdeel Nordstrand en ten noorden van Søndre Nordstrand.
In het stadsdeel ligt een groot en populair park, het St. Hanshaugenpark, en ten zuidoosten van het park het oudste gebouw van Oslo, de Oude Aker-kerk. In het noorden van het stadsdeel ligt het omroepcentrum van de staatsoproep Norsk Rikskringkasting (NRK) in de wijk Marienlyst en meer naar het oosten in de wijk Lindern een campus van het universitair ziekenhuis van de universiteit van Oslo, het Ullevål universitetssykehus. De universiteit zelf ligt iets noordelijker in Blindern in het stadsdeel Nordre Aker.
De administratie van St. Hanshaugen is ook het aanspreekpunt voor de inwoners van het afwijkende en in het zuiden aansluitend stadsdeel Sentrum dat geen eigen districtsadministratie heeft.
St. Hanshaugen bestaat uit de volgende wijken:
- Hausmannsområdet
- Hammersborg
- Meyerløkka
- Fredensborg
- Gamle Aker
- Bislett
- Bolteløkka
- Fagerborg
- Valleløkka
- Adamstuen
- Marienlyst
- Lovisenberg
- Lindern

Alna · 
Bjerke · 
Frogner · 
Gamle Oslo · 
Grorud · 
Grünerløkka · 
(Marka) · 
Nordstrand · 
Nordre Aker · 
Østensjø ·
Sagene · 
(Sentrum) · 
St. Hanshaugen · 
Stovner · 
Søndre Nordstrand · 
Ullern · 
Vestre Aker